# Волохов (хутор)
Волохов — хутор в Яковлевском районе Белгородской области России.
Входит в состав городского поселения посёлок Томаровка.

## География
Расположен рядом с железной дорогой, где имеется остановочная платформа 130 км. Южнее, за железной дорогой находится хутор Роговой.
Через Волохов проходит просёлочная дорога; имеется одна улица: Первомайская.

## Население
| 2002 | 2010 |
| ---- | ---- |
| 48   | ↘42  |